# دوري رابطة الدول المستقلة الممتاز
دوري رابطة الدول المستقلة الممتاز هو اسم لدوري كرة القدم مقترح لفرق من رابطة الدول المستقلة، خاصة من روسيا وأوكرانيا. يُعتقد أن الفكرة مستوحاة من دوري الهوكي للقارات. كان فاليري غازاييف رئيسًا للجنة المسؤولة عن الدوري الموحد.

## التاريخ
في العام 2012، أعطى الاتحاد الأوروبي لكرة القدم الضوء الأخضر لدوري بي ني، الذي سيقام بين أفضل الفرق في دوريات كرة القدم النسائية لضم فرق من بلجيكا وهولندا. صرح يفغيني غينر، رئيس نادي سسكا موسكو بأنه يعتقد أن هذا يعني أن الاتحاد الأوروبي لكرة القدم «سيسمح بتوحيد البطولات».
ستكون غازبروم راعي للدوري وهي كذلك مالكة فريق SKA سانت بطرسبرغ الذي يلعب في دوري الهوكي للقارات وكذلك فريق زينيت سانت بطرسبرغ الذي يلعب في الدوري الروسي الممتاز. اقترح المدير التنفيذي لغازبروم، أليكسي ميلر أن يكون الدوري جاهزًا للبدء في وقت مبكر في العام 2014. قال ميلر أيضًا إن إجمالي أموال جائزة المسابقة سيكون حوالي مليار يورو.
حضر 14 ناديًا من أصل 16 ناديًا في الدوري الروسي الممتاز ونادٍ أوكرانيٍ واحد اجتماعات مناقشة تشكيل المسابقة الجديدة. ذكرت صحيفة التايمز أن نادي شاختار دونيتسك ودينامو كييف الأوكرانيان، ونادي باتي بوريسوف من بيلاروسيا، قد يكونون مهتمين بالاقتراح.
لم يحضر تيريك غروزني الاجتماعات ووصف نائبه خضر الخانوف الاقتراح بأنه «مخطط مجنون» وبأنه لم يحترم الفرق التي بعد الأندية الكبرى.
عارض سيب بلاتر من الفيفا الاقتراح الذي أشار إليه بأنه «مستحيل». وقال أيضًا «إنه يتعارض مع مبادئ الفيفا، وبالتالي فإن الفيفا لن تدعم هذه الفكرة أبدًا»، وقال كذلك «لن نعيد النظر أبدًا في حدود الدوريات الوطنية».
أخيرًا أُغلقَ المشروع في أكتوبر 2015.